# Anmin, Liaoning
Anmin (kinesiska: 安民镇) är en köping i Kina. Den ligger i provinsen Liaoning, i den nordöstra delen av landet, omkring 210 kilometer söder om provinshuvudstaden Shenyang.
Genomsnittlig årsnederbörd är 1 590 millimeter. Den regnigaste månaden är juli, med i genomsnitt 644 mm nederbörd, och den torraste är januari, med 9 mm nederbörd.